# Vasilios Barkas
Vasilios Cornelius Barkas (Grieks: Βασίλειος Μπάρκας) (Athene, 30 mei 1994) is een Grieks-Nederlands voetballer die speelt als doelman. In juli 2023 verruilde hij Celtic voor FC Utrecht. Barkas maakte in 2018 zijn debuut in het Grieks voetbalelftal.

## Clubcarrière

### Atromitos
Barkas is de zoon van een Griekse vader en een Nederlandse moeder en werd in Athene geboren, waar hij in 2006 in de jeugdopleiding van Atromitos ging spelen. In 2013 promoveerde Barkas naar het eerste elftal en tekende hij zijn eerste profcontract. Zijn debuut volgde op 20 mei 2015, toen in eigen huis met 1–1 gelijkgespeeld werd tegen PAOK Saloniki. Barkas begon op de reservebank, maar zeven minuten voor tijd viel hij in voor de geblesseerd geraakte Andrej Gorboenov. Op 30 januari 2016 stond Barkas voor het eerst als basisspeler in het veld, waarna hij het seizoen afmaakte als eerste doelman.

### AEK Athene
In de zomer van 2016 toonden onder meer Aston Villa, Olympiakos, PAOK Saloniki en AEK Athene interesse in Barkas. Hij verruilde Atromitos voor AEK Athene, dat circa zeshonderdduizend euro betaalde. Op 27 november 2016 maakte Barkas zijn officiële debuut  in een met 3–0 gewonnen thuiswedstrijd tegen Platanias. Op 20 juli 2017 raakte Barkas ernstig geblesseerd tijdens een training, waarbij hij zijn rechterduim brak. Hierdoor miste onder andere de kwalificatiewedstrijden voor de UEFA Champions League 2017/18. Na zijn terugkeer ontwikkelde Barkas zich tot vaste basisspeler en was hij van waarde in de voorrondes van de UEFA Champions League 2018/19 tegen Celtic en MOL Fehérvár. In juni 2018 ontving AEK Athene een bod van zes miljoen euro van Udinese, maar de Griekse club hield vast aan een vraagprijs van minimaal tien miljoen euro. In augustus 2019 toonde Montpellier tweemaal interesse, maar er werd vanuit AEK Athene minimaal acht miljoen euro verlangd.

### Celtic
In de zomer van 2020 maakte Barkas een transfer naar de Schotse kampioen Celtic. Deze club betaalde circa vijf miljoen euro voor de doelman en hij zette zijn handtekening onder een verbintenis voor de duur van vier seizoenen.

### FC Utrecht
Voorafgaand aan het seizoen 2022/23 nam FC Utrecht de Griekse sluitpost op huurbasis over. Een deel van de supporters was sceptisch over de komst van de keeper, waarbij ook toenmalig trainer Henk Fraser zich op de trainingen afvroeg of Barkas wel voeldoening haalde uit de trainingen. De trainer vond hem daarbij namelijk niet energiek. Vanaf de eerste wedstrijd stond Barkas in de basis. Gedurende het seizoen hield hij tien keer de nul en diverse media roemden zijn optredens. Aan het eind van het seizoen eindigde Barkas als derde in de verkiezing om de David di Tommaso-trofee, waarmee hij de eerste gehuurde speler ooit werd die in de top drie van deze prijs belandde.
Gedurende het seizoen leek duidelijk te worden dat het definitief vastleggen van Barkas niet tot de mogelijkheden van FC Utrecht behoorde. Het financiële aspect speelde daarbij een te grote rol. Begin juni 2023 werd echter duidelijk dat Celtic het nog tot medio 2024 doorlopende contract van Barkas had ontbonden, waardoor hij zelf de mogelijkheid had om over zijn toekomst te beslissen. Zo had hij zijn zaakwaarnemer opgedragen de mogelijkheden tot een langer verblijf bij de Utrechtse club te gaan onderzoeken. Eind juli tekende hij voor één seizoen met een optie voor een jaar extra bij FC Utrecht. Op 28 oktober 2023 pakte Barkas een penalty, waarmee hij in de in 0–0 geïndigde uitwedstrijd tegen Fortuna Sittard een punt wist te redden voor de club. Begin mei 2024 werd door de club de optie voor het extra seizoen gelicht. Aan het eind van zijn tweede seizoen bij de club eindigde hij als tweede in de verkiezing om de David di-Tommaso-trofee.
In september 2024 kreeg Barkas een officiële waarschuwing van de tuchtcommissie van de KNVB omdat hij structureel als laatste op het veld zou verschijnen. In diezelfde maand zouden bij het duel tussen FC Utrecht en FC Twente de spelers en scheidsrechters zowel in de eerste als tweede helft langer hebben moeten wachten waardoor beide helften later zijn begonnen. Zijn die zomer aflopende contract werd in april 2025 opengebroken en met drie seizoenen verlengd, met een optie op een jaar extra.

## Clubstatistieken
| Seizoen | Club         | Competitie   | Competitie | Competitie | Beker | Beker | Internationaal | Internationaal | Overig | Overig | Totaal | Totaal |
| Seizoen | Club         | Competitie   | Wed.       | Dlp.       | Wed.  | Dlp.  | Wed.           | Dlp.           | Wed.   | Dlp.   | Wed.   | Dlp.   |
| ------- | ------------ | ------------ | ---------- | ---------- | ----- | ----- | -------------- | -------------- | ------ | ------ | ------ | ------ |
| 2013/14 | Atromitos    | Super League | 0          | 0          | 0     | 0     | —              | —              | 0      | 0      | 0      | 0      |
| 2014/15 | Atromitos    | Super League | 0          | 0          | 0     | 0     | 0              | 0              | 1      | 0      | 1      | 0      |
| 2015/16 | Atromitos    | Super League | 12         | 0          | 8     | 0     | 0              | 0              | —      | —      | 20     | 0      |
| 2016/17 | AEK Athene   | Super League | 20         | 0          | 1     | 0     | 0              | 0              | 1      | 0      | 22     | 0      |
| 2017/18 | AEK Athene   | Super League | 5          | 0          | 8     | 0     | 2              | 0              | —      | —      | 15     | 0      |
| 2018/19 | AEK Athene   | Super League | 26         | 0          | 5     | 0     | 10             | 0              | —      | —      | 41     | 0      |
| 2019/20 | AEK Athene   | Super League | 20         | 0          | 1     | 0     | 4              | 0              | 8      | 0      | 33     | 0      |
| 2020/21 | Celtic       | Premiership  | 15         | 0          | 1     | 0     | 6              | 0              | —      | —      | 22     | 0      |
| 2021/22 | Celtic       | Premiership  | 1          | 0          | 0     | 0     | 1              | 0              | —      | —      | 2      | 0      |
| 2022/23 | → FC Utrecht | Eredivisie   | 32         | 0          | 4     | 0     | —              | —              | 2      | 0      | 38     | 0      |
| 2023/24 | FC Utrecht   | Eredivisie   | 29         | 0          | 0     | 0     | —              | —              | 2      | 0      | 31     | 0      |
| 2024/25 | FC Utrecht   | Eredivisie   | 26         | 0          | 1     | 0     | —              | —              | 0      | 0      | 27     | 0      |
| Totaal  | Totaal       | Totaal       | 186        | 0          | 29    | 0     | 23             | 0              | 14     | 0      | 252    | 0      |

Bijgewerkt op 11 april 2025.

## Interlandcarrière
Barkas maakte zijn debuut in het Grieks voetbalelftal op 27 maart 2018, toen met 0–1 gewonnen werd van Egypte door een doelpunt van Nikos Karelis. Barkas moest van bondscoach Michael Skibbe op de reservebank beginnen en hij viel in de rust in voor mededebutant Andreas Gianniotis (Atromitos).
| Interlands van Vasilios Barkas voor Griekenland | Interlands van Vasilios Barkas voor Griekenland | Interlands van Vasilios Barkas voor Griekenland | Interlands van Vasilios Barkas voor Griekenland | Interlands van Vasilios Barkas voor Griekenland | Interlands van Vasilios Barkas voor Griekenland | Interlands van Vasilios Barkas voor Griekenland |
| №                                               | Datum                                           | Wedstrijd                                       | Uitslag                                         | Competitie                                      | Goals                                           |                                                 |
| Als speler bij AEK Athene                       | Als speler bij AEK Athene                       | Als speler bij AEK Athene                       | Als speler bij AEK Athene                       | Als speler bij AEK Athene                       | Als speler bij AEK Athene                       | Als speler bij AEK Athene                       |
| ----------------------------------------------- | ----------------------------------------------- | ----------------------------------------------- | ----------------------------------------------- | ----------------------------------------------- | ----------------------------------------------- | ----------------------------------------------- |
| 1                                               | 27 maart 2018                                   | Egypte – Griekenland                            | 0 – 1                                           | Vriendschappelijk                               |                                                 |                                                 |
| 2                                               | 15 mei 2018                                     | Saoedi-Arabië – Griekenland                     | 2 – 0                                           | Vriendschappelijk                               |                                                 |                                                 |
| 3                                               | 8 september 2018                                | Estland – Griekenland                           | 0 – 1                                           | Nations League 2018/19                          |                                                 |                                                 |
| 4                                               | 11 september 2018                               | Hongarije – Griekenland                         | 2 – 1                                           | Nations League 2018/19                          |                                                 |                                                 |
| 5                                               | 12 oktober 2018                                 | Griekenland – Hongarije                         | 1 – 0                                           | Nations League 2018/19                          |                                                 |                                                 |
| 6                                               | 15 oktober 2018                                 | Finland – Griekenland                           | 2 – 0                                           | Nations League 2018/19                          |                                                 |                                                 |
| 7                                               | 18 november 2018                                | Griekenland – Estland                           | 0 – 1                                           | Nations League 2018/19                          |                                                 |                                                 |
| 8                                               | 8 juni 2019                                     | Griekenland – Italië                            | 0 – 3                                           | EK 2020 kwalificatie                            |                                                 |                                                 |
| 9                                               | 5 september 2019                                | Finland – Griekenland                           | 1 – 0                                           | EK 2020 kwalificatie                            |                                                 |                                                 |
| 10                                              | 8 september 2019                                | Griekenland – Liechtenstein                     | 1 – 1                                           | EK 2020 kwalificatie                            |                                                 |                                                 |
| Als speler bij Celtic                           |                                                 |                                                 |                                                 |                                                 |                                                 |                                                 |
| 11                                              | 3 september 2020                                | Slovenië – Griekenland                          | 0 – 0                                           | Nations League 2020/21                          |                                                 |                                                 |
| 12                                              | 6 september 2020                                | Kosovo – Griekenland                            | 1 – 2                                           | Nations League 2020/21                          |                                                 |                                                 |
| 13                                              | 11 november 2020                                | Griekenland – Cyprus                            | 2 – 1                                           | Vriendschappelijk                               |                                                 |                                                 |

Bijgewerkt op 11 april 2025.

## Erelijst
| Competitie   |            |            |            |            |
| Competitie   | Aantal     | Jaren      |            |            |
| AEK Athene   | AEK Athene | AEK Athene | AEK Athene | AEK Athene |
| ------------ | ---------- | ---------- | ---------- | ---------- |
| Super League | 1          | 2017/18    |            |            |
| Celtic       |            |            |            |            |
| Premiership  | 1          | 2021/22    |            |            |
| Scottish Cup | 1          | 2019/20    |            |            |
| League Cup   | 1          | 2021/22    |            |            |